# Lauritzenia aokii
Lauritzenia aokii är en kvalsterart som först beskrevs av Choi 1985.  Lauritzenia aokii ingår i släktet Lauritzenia och familjen Haplozetidae. Inga underarter finns listade i Catalogue of Life.